# Arrigo Boito
Arrigo Boito (de fapt Enrico Giuseppe Giovanni Boito, n. 24 februarie 1842, Padova, Imperiul Austriac – d. 10 iunie 1918, Milano, Regatul Italiei) a fost un compozitor și scriitor italian, cunoscut mai ales ca libretist și compozitor al operei Mefistofele.
Fiu al unui sculptor italian și al unei contese poloneze, Arrigo Boito a studiat la Conservatorul din Milano, iar la Paris și-a desăvârșit cunoștintele și a cunoscut pe cei mai mari compozitori ai timpului său: Rossini, Gounod, Berlioz, Auber, Verdi. Verdi l-a determinat să scrie Imnul Natiunilor (1862), ceea ce l-a ajutat să-și confirme talentul de compozitor.
Arrigo Boito a contribuit la refacerea sau scrierea unor librete pentru opere compuse de Giuseppe Verdi („Simon Boccanegra”, „Otello”, „Falstaff”).
Înflăcărat de ideile și muzica lui Richard Wagner, Boito traduce în italiană operele acestuia: „Rienzi” și „Tristan și Isolda”.
Totodată, scrie și opere proprii, dar dintre acestea nu a rămas în repertoriul actual decât Mefistofele.